# Nuoto ai Giochi della XXIX Olimpiade - 200 metri stile libero maschili
Si sono svolte 8 batterie di qualificazione. I primi 16 atleti si sono qualificati per la semifinale.

## Record
Prima di questa competizione, il record del mondo (RM) e il record olimpico (RO) erano i seguenti.
| Record mondiale | 1'43"86 | Michael Phelps Stati Uniti | 27 marzo 2007 Melbourne, Australia |
| Record olimpico | 1'44"71 | Ian Thorpe Australia       | 16 agosto 2004 Atene, Grecia       |

Durante l'evento sono stati migliorati i seguenti record:
| Data      | Evento | Atleta         | Nazione     | Tempo   | Record          |
| --------- | ------ | -------------- | ----------- | ------- | --------------- |
| 12 agosto | Finale | Michael Phelps | Stati Uniti | 1'42"96 | Record mondiale |

## Batterie
| #  | Batteria | Corsia | Atleta                       | Nazionalità        | Tempo   | Note             |
| -- | -------- | ------ | ---------------------------- | ------------------ | ------- | ---------------- |
| 1  | 8        | 2      | Dominik Meichtry             | Svizzera           | 1:45.80 | Q                |
| 2  | 6        | 4      | Jean Basson                  | Sudafrica          | 1:46.31 | Q                |
| 3  | 6        | 2      | Brent Hayden                 | Canada             | 1:46.40 |                  |
| 4  | 8        | 4      | Michael Phelps               | Stati Uniti        | 1:46.48 | Q                |
| 5  | 6        | 3      | Colin Russell                | Canada             | 1:46.58 | Q                |
| 6  | 8        | 5      | Park Tae-Hwan                | Corea del Sud      | 1:46.73 | Q                |
| 7  | 8        | 3      | Danila Izotov                | Russia             | 1:46.80 | Q                |
| 8  | 8        | 7      | Yoshihiro Okumura            | Giappone           | 1:46.89 | Q                |
| 9  | 6        | 7      | Emiliano Brembilla           | Italia             | 1:47.04 | Q                |
| 10 | 7        | 5      | Paul Biedermann              | Germania           | 1:47.09 | Q                |
| 11 | 8        | 6      | Ross Davenport               | Regno Unito        | 1:47.13 | Q                |
| 12 | 7        | 4      | Peter Vanderkaay             | Stati Uniti        | 1:47.39 | Q                |
| 13 | 6        | 5      | Amaury Leveaux               | Francia            | 1:47.44 |                  |
| 14 | 6        | 6      | Nicholas Sprenger            | Australia          | 1:47.64 | Q                |
| 15 | 5        | 6      | Nimrod Shapira Bar-Or        | Israele            | 1:47.78 | Q,               |
| 16 | 8        | 1      | Dominik Koll                 | Austria            | 1:47.81 | Q                |
| 17 | 7        | 7      | Robbie Renwick               | Regno Unito        | 1:47.82 | Q                |
| 18 | 6        | 1      | Rodrigo Castro               | Brasile            | 1:47.87 | Q                |
| 19 | 6        | 8      | Oussama Mellouli             | Tunisia            | 1:47.97 |                  |
| 20 | 7        | 3      | Alexander Sukhorukov         | Russia             | 1:47.97 |                  |
| 21 | 5        | 5      | Darian Townsend              | Sudafrica          | 1:48.08 |                  |
| 22 | 7        | 6      | Kenrick Monk                 | Australia          | 1:48.17 |                  |
| 23 | 5        | 1      | Sergii Advena                | Ucraina            | 1:48.18 |                  |
| 24 | 5        | 4      | Sho Uchida                   | Giappone           | 1:48.34 |                  |
| 25 | 7        | 8      | Romans Miloslavskis          | Lettonia           | 1:48.41 |                  |
| 26 | 5        | 2      | Shaune Fraser                | Isole Cayman       | 1:48.60 |                  |
| 27 | 4        | 4      | Gard Kvale                   | Norvegia           | 1:48.73 | Record nazionale |
| 28 | 7        | 2      | Massimiliano Rosolino        | Italia             | 1:48.76 |                  |
| 29 | 5        | 3      | Andreas Zisimos              | Grecia             | 1:48.82 |                  |
| 30 | 5        | 8      | Glenn Surgeloose             | Belgio             | 1:48.92 |                  |
| 31 | 4        | 7      | Jon Raahauge Rud             | Danimarca          | 1:48.96 |                  |
| 32 | 3        | 5      | Ryan Pini                    | Papua Nuova Guinea | 1:49.04 |                  |
| 33 | 7        | 1      | Enjian Zhang                 | Cina               | 1:49.15 |                  |
| 34 | 8        | 8      | Lukasz Gasior                | Polonia            | 1:49.25 |                  |
| 35 | 4        | 5      | Norbert Kovács               | Ungheria           | 1:49.34 |                  |
| 36 | 4        | 6      | Martin Kutscher              | Uruguay            | 1:49.61 |                  |
| 37 | 3        | 1      | Dominik Straga               | Croazia            | 1:49.63 |                  |
| 38 | 4        | 3      | Christoffer Wikstrom         | Svezia             | 1:49.84 |                  |
| 39 | 5        | 7      | Tiago Venancio               | Portogallo         | 1:50.24 |                  |
| 40 | 3        | 7      | Radovan Siljevski            | Serbia             | 1:50.25 |                  |
| 41 | 2        | 6      | Bryan Tay                    | Singapore          | 1:50.41 |                  |
| 42 | 3        | 3      | Crox Ernesto Acuna Rodriguez | Venezuela          | 1:50.52 |                  |
| 43 | 3        | 2      | Julio Cesar Galofre          | Colombia           | 1:50.62 |                  |
| 44 | 3        | 6      | Daniel Bego                  | Malaysia           | 1:50.92 |                  |
| 45 | 2        | 5      | Vladimir Sidorkin            | Estonia            | 1:51.27 |                  |
| 46 | 4        | 2      | Kvetoslav Svoboda            | Rep. Ceca          | 1:51.67 |                  |
| 47 | 3        | 8      | Saulius Binevicius           | Lituania           | 1:51.80 |                  |
| 48 | 4        | 8      | Virdhawal Khade              | India              | 1:51.86 |                  |
| 49 | 4        | 1      | Raphael Stacchiotti          | Lussemburgo        | 1:52.01 |                  |
| 50 | 2        | 3      | Mario Montoya                | Costa Rica         | 1:52.19 | Record nazionale |
| 51 | 2        | 4      | Mahrez Mebarek               | Algeria            | 1:52.66 |                  |
| 52 | 1        | 4      | Irakli Revishvili            | Georgia            | 1:53.60 |                  |
| 53 | 2        | 1      | Ibrahim Nazarov              | Uzbekistan         | 1:56.27 |                  |
| 54 | 1        | 3      | Mihajlo Ristovski            | Macedonia          | 1:57.45 |                  |
| 55 | 2        | 7      | Andrei Zaharov               | Moldavia           | 1:58.62 |                  |
| 56 | 1        | 5      | Emanuele Nicolini            | San Marino         | 1:59.47 |                  |
| 57 | 3        | 4      | Luka Turk                    | Slovenia           | DNS     |                  |

## Semifinale
| #  | Batteria | Corsia | Atleta                | Nazionalità   | Tempo   | Note |
| -- | -------- | ------ | --------------------- | ------------- | ------- | ---- |
| 1  | 2        | 7      | Peter Vanderkaay      | Stati Uniti   | 1:45.76 | Q    |
| 2  | 2        | 3      | Park Tae-Hwan         | Corea del Sud | 1:45.99 | Q,   |
| 3  | 1        | 4      | Jean Basson           | Sudafrica     | 1:46.13 | Q    |
| 4  | 2        | 5      | Michael Phelps        | Stati Uniti   | 1:46.28 | Q    |
| 5  | 2        | 2      | Paul Biedermann       | Germania      | 1:46.41 | Q    |
| 6  | 2        | 6      | Yoshihiro Okumura     | Giappone      | 1:46.44 | Q    |
| 7  | 2        | 4      | Dominik Meichtry      | Svizzera      | 1:46.54 | Q    |
| 8  | 2        | 8      | Robbie Renwick        | Regno Unito   | 1:47.07 | Q    |
| 9  | 1        | 3      | Danila Izotov         | Russia        | 1:47.24 |      |
| 10 | 1        | 2      | Ross Davenport        | Regno Unito   | 1:47.35 |      |
| 11 | 1        | 6      | Emiliano Brembilla    | Italia        | 1:47.70 |      |
| 12 | 1        | 7      | Nicholas Sprenger     | Australia     | 1:47.80 |      |
| 13 | 1        | 1      | Dominik Koll          | Austria       | 1:47.87 |      |
| 14 | 1        | 5      | Colin Russell         | Canada        | 1:48.13 |      |
| 15 | 2        | 1      | Nimrod Shapira Bar-Or | Israele       | 1:48.16 |      |
| 16 | 1        | 8      | Rodrigo Castro        | Brasile       | 1:48.71 |      |

## Finale
| Posizione | Atleta            | Paese         | Tempo   | Note            |
| --------- | ----------------- | ------------- | ------- | --------------- |
|           | Michael Phelps    | Stati Uniti   | 1'42"96 | Record mondiale |
|           | Park Tae-Hwan     | Corea del Sud | 1'44"85 | Record asiatico |
|           | Peter Vanderkaay  | Stati Uniti   | 1'45"14 |                 |
| 4         | Jean Basson       | Sudafrica     | 1'45"97 |                 |
| 5         | Paul Biedermann   | Germania      | 1'46"00 |                 |
| 6         | Dominik Meichtry  | Svizzera      | 1'46"95 |                 |
| 7         | Yoshihiro Okumura | Giappone      | 1'47"14 |                 |
| 8         | Robbie Renwick    | Regno Unito   | 1'47"47 |                 |

- RM = Record del mondo; AS = Record Asiatico